# Tremors: A Cold Day in Hell
Tremors: A Cold Day in Hell è un film del 2018 diretto da Don Michael Paul. 
La pellicola, la cui traduzione letterale del titolo in inglese è Tremors: Un giorno freddo all'inferno, costituisce il sesto capitolo della serie di Tremors ed è il seguito di Tremors 5: Bloodlines (2015). Il film è uscito direttamente in DVD e Blu-Ray il 1º maggio 2018.

## Trama
In Canada, un gruppo di giovani ricercatori che raccolgono campioni di ghiaccio dai ghiacciai viene attaccato da un Graboid. Burt Gummer e suo figlio Travis Welker, rimasti gli unici abitanti della cittadina di Perfection, vengono chiamati dalla dottoressa Rita Sims e dalla giovane Valerie McKee, figlia di Valentine "Val" McKee e Rhonda, per indagare. Burt e Travis riescono a raggiungere la struttura, nonostante il loro aereo venga attaccato da un Ass Blaster. Apprendono che le condizioni di calore dell'Artico hanno reso l'area favorevole per i Graboid. Questi ultimi sono una specie differente, probabilmente precursore di quella originaria vista in Tremors. Burt sospetta che i loro vicini di ricerca della DARPA stiano sviluppando armi biologiche dai Graboids. Quando un Ass Blaster attacca la struttura, Burt salva un ricercatore, ma viene colpito dal suo veleno. Burt intuisce che è stato infettato da un parassita basato sul veleno di Graboid e che ha bisogno di estrarre gli anticorpi da un Graboid vivo per sopravvivere.
Mentre i Graboid continuano a uccidere ricercatori e personale, diversi membri del gruppo cercano di farsi strada dal laboratorio all'area del generatore in cui il pilota Mac sta riparando l'aereo, e il manager delle strutture Swackhamer ha creato una recinzione elettrica sotterranea. Altri si dirigono verso la torre delle comunicazioni e disattivano un trapano che si è attivato automaticamente. Con la sua squadra di ricerca, l'agente Cutts di DARPA si unisce al gruppo di Burt, rivelando che la sua squadra era più interessata all'estrazione di acqua, e non a modellare armi biologiche. Accetta le condizioni di Burt e Travis secondo cui il governo dovrà esonerarli dal pagamento delle tasse arretrate di proprietà. Il gruppo, dopo aver eliminato due Graboid, usa un container per intrappolare l'ultimo vivo. Travis raggiunge la bocca del mostro ed estrae il veleno da una ghiandola posta nella gola con una siringa. Il liquido viene poi usato per salvare Burt. Cutts dà ai Gummers le carte in regola liberandoli dalle tasse. Burt a questo punto fa esplodere l'ultimo Graboid prima che Cutts si inventi qualche idea per usarlo realmente come arma biologica.